# Dasysphaera prostrata
Dasysphaera prostrata är en amarantväxtart som först beskrevs av Georg Ludwig August Volkens och Ernest Friedrich Gilg, och fick sitt nu gällande namn av Alberto Judice Leote Cavaco. Dasysphaera prostrata ingår i släktet Dasysphaera, och familjen amarantväxter. Inga underarter finns listade i Catalogue of Life.